# Спойлер (политика)
Спо́йлер (англ. spoiler от spoil «портить») — кандидат или партия на выборах, который не имеет шансов победить, но оттягивает на себя часть голосов у другого кандидата со сходной символикой или программой, повышая тем самым шансы на победу кандидата с противоположной позицией.
Участие в выборах политических партий-спойлеров, не ведущих собственных агиткампаний, но присутствующих в бюллетене, может иметь целью запутать часть избирателей и фактически отнять часть голосов у партий с похожими названиями.
Новые партии, которые берут себе название партий, прекративших свою деятельность, издание Лента.ру назвала партиями-сквоттерами.
Аркадий Любарев, эксперт Комитета гражданских инициатив, называет новые партии, созданные специально
для манипуляций на выборах, политтехнологическими партиями.

## Политические партии и кандидаты — спойлеры в России

### Довыборов Госдумы 2016 года
К числу российских партий-спойлеров журналисты и политологи относят в первую очередь созданные политтехнологом Андреем Богдановым партии («Лаборатория Богданова» в терминах Ленты.ру):
- «Демократическая партия России»;
- «Народная партия России»;
- КПСС (Коммунистическая партия социальной справедливости);
- «Гражданская позиция»;
- «Союз горожан»;
- «Родная страна»;
- Социал-демократическая партия России.

Всего по оценке Аркадия Любарева в 2013 году в России насчитывалось 13 таких партий.
По данным газеты Московский Комсомолец, региональное отделение политической партии, созданное центром Богданова, обходится заказчику в сумму не менее миллиона рублей, а общие затраты на создание отделений во всех регионах России — в 83 миллиона рублей, однако основная цель политтехнологов — заработать на выборах.
В 2013 году в нескольких регионах, где проходили выборы законодательных собраний, по итогам жеребьевки, проводившейся избирательными комиссиями и определявшей места участников в бюллетенях, непосредственными соседями оказались партии со схожими названиями. В Кемеровской и Ростовской областях рядом оказались КПРФ и КПСС (под номерами 10 и 11 и пять и шесть); в Архангельской области «Коммунисты России» и КПРФ оказались под номерами 13 и 14, а в Чечне — 12 и 13. В Якутии «Гражданская позиция» получила № 14, а «Гражданская платформа» — № 15, а в Забайкальском крае те же партии оказались под номерами 12 и 13.
В 2013 году во Владимире по вине облизбиркома были использованы бюллетени, в которых изображения логотипа партии «Гражданская позиция» — были напечатаны с ошибками, что сделало его практически идентичным логотипу «Гражданской платформы», а партия-спойлер стояла в бюллетене выше, что, по мнению представителей «Гражданской платформы», ввело в заблуждение избирателя.

### Довыборов Госдумы 2021 года
Кандидаты
На выборах 8 созыва не менее чем в 16 одномандатных округах будут соперничать «двойники» — политики-однофамильцы, тезки или носители схожих имен. В 11 округах с этим столкнутся представители партии КПРФ, бороться им придется с представителями партий «Коммунисты России» или РППСС («Российской партии пенсионеров за социальную справедливость»). В 216 округе известному «яблочнику» Борису Вишневскому придется бороться с переименованным Борисом Вишневским из партии «Зеленые».
Во многих московских округах от партии «Коммунисты России», считающейся партией-спойлером КПРФ, выдвинулись кандидаты с фамилиями, очень схожими с фамилиями кандидатов от КПРФ в этих округах: в округе № 201, где от КПРФ баллотируется Анастасия Удальцова, — Анна Удалова; округе № 203, где баллотируется Виталий Петров, — Василий Петров; в округе № 204, где баллотируется Сергей Курганский — Юрий Курганов; в округе № 207, где баллотируется Иван Ульянченко, — Иван Ульянов; в округе № 209, где баллотируется Николай Волков, — Алексей Волков; в округе № 210, где баллотируется Михаил Таранцов — Леонид Таращанский; в округе № 199, где баллотировался в 2016 году Валерий Рашкин, — его тёзка Валерий Рашкин, но Рашкин из КПРФ в последний момент решил баллотироваться в округе № 196.
Партии
8 из 36 партий в 2020 году не получили доходов и расходов, что является признаком партии-спойлера.
Партия «Новые люди» была зарегистрирована в кратчайшие сроки, и со стороны властей не было попыток помешать этому процессу. Примером обратной ситуации могут считаться девять попыток регистрации партии «Россия будущего» во главе с Алексеем Навальным или приостановление деятельности «Гражданской инициативы», когда её возглавил Дмитрий Гудков. Во-вторых, «Новые люди» были созданы практически одновременно с такими партиями как «За правду», «Партия прямой демократии» и «Зелёная альтернатива». Кроме того, лидер «Новых людей» Алексей Нечаев является членом Центрального совета Общероссийского народного фронта, возглавляемого Владимиром Путиным. Также партию обвиняют в связях с действующей властью. Так, в декабре 2020 года кампанию партии возглавил близкий к администрации президента политтехнолог Евгений Минченко. Согласно источникам «Открытых медиа» в руководстве партии, окружении Нечаева и администрации президента, новый состав предвыборного штаба должен отрегулировать стратегию партии так, чтобы конституционное большинство в Государственной думе осталось за «Единой Россией», а «Новые люди» вернулись в свою электоральную нишу — образованный средний класс 18−30 лет.
28 марта 2021 года «Коммунистическая партия социальной справедливости» была переименована в «Российскую партию свободы и справедливости». В 2021 году партию, пережившую ребрендинг, возглавил Константин Рыков, который в 2000-е годы был близок к бывшему куратору внутренней политики Владиславу Суркову, а во время протестов 2011—2013 годов написал у себя в Twitter'е: «Посчитал патроны. Три магазина. Заберу с собой человек 30 либералов. Слава России». 29 марта 2021 года издание «Ведомости» со ссылкой на свои источники в администрации президента и руководстве партии сообщило, что общественный деятель и журналист Максим Шевченко может выдвинуться на выборы в Госдуму от РПСС. Сам Шевченко подтвердил, что этот вопрос рассматривается. РПСС должна больше спойлерить «Справедливую Россию», отчасти КПРФ. 31 марта на партконференции, прошедшей онлайн, было принято решение, что федеральный список партии возглавит Максим Шевченко. Глава партии планирует оттянуть на себя часть электората КПРФ, а также надеется на поддержку избирателей из национальных республик. Лидер Левого Фронта Сергей Удальцов заявил, что «характер действий новой партии (РПСС) дает основания думать, что это они будут спойлерами», в связи с этим назвал переход Шевченко в РПСС «предательством своих товарищей в ответственный момент» и допустил возможность его исключения из Левого Фронта на майском съезде движения.

## С правовой точки зрения в России
Законодательных ограничений, ограничивающих появление кандидатов-двойников, не существует. По мнению политолога Евгения Минченко: Бывали случаи, когда использование кандидатов-двойников стоило победы тому, против кого эта технология использовалась. Это реальная проблема. Но многое зависит от активности с двух сторон. Были попытки снимать по суду таких кандидатов, но сейчас это в серой зоне законодательства. На мой взгляд, очевиден злой умысел, если человек специально меняет фамилию и получает паспорт, чтобы зарегистрироваться «двойником».

## Спойлеры на выборах по мажоритарной системе
Нужны, чтобы «оттянуть» голоса от другого кандидата (например, использованием однофамильцев с целью запутать избирателя). Рекордом считается один из мажоритарных округов в Индии (2014): там было семеро Чанду Лал Саху и четверо Чанду Рам Саху. Настоящий Чанду победил с разницей менее 0,1 %, фальшивые Чанду заняли места с третьего по пятое и отняли в сумме более 4 %.